# Ivan Ivankou
Ivan Aleksandrovich Ivankov, em russo:  Иван Александрович Иванков, (Minsk, 10 de abril de 1975) foi um ginasta que competiu em provas de ginástica artística pela extinta União Soviética e pela Bielorrússia. 
Ivan, ao longo da carreira, conquistou onze medalhas em edições do Campeonato Mundial e treze nas do Campeonato Europeu. Apesar da bem sucedida carreira, nunca conquistou uma medalha olímpica.

## Carreira
Ivankov iniciou as práticas na modalidade artística enquanto criança, aos seis anos. Aos catorze, tornou-se membro da elite júnior soviética, passando a treinar no Round Lake National Gymnastics Center.
Em 1991, estabeleceu-se como ginasta promissor e destacado ao conquistar, no Europeu Júnior, realizado na Grécia, as medalhas de ouro do concurso geral, cavalo com alças, barra fixa, salto e argolas. No ano seguinte, com o fim do regime soviético, Ivan passou a competir pela Bielorrússia. Disputando as provas na categoria sênior e na júnior do Campeonato Europeu, conquistou o ouro por equipes júnior e a 13ª colocação geral individual sênior.
Em 1993, o atleta estreou em mundiais: No Campeonato de Birmingham, no Reino Unido, conquistou a medalha de bronze, nos exercícios dás argolas, superado pelo italiano Juri Chechi e pelo alemão Andreas Wecker. No ano seguinte, durante o Europeu de Praha, foi o primeiro colocado no individual geral. Na sequência, em nova edição deste evento, o Mundial de Brisbane, Ivankov somou novas conquistas: no concurso geral, superou o vencedor anterior, o compatriota Vitaly Scherbo. Por equipes, fora o medalhista de ouro e, nas finais por aparelhos, o de prata no solo. Competindo no salto, o atleta sofreu uma lesão no tendão de Aquiles, que o retirou das competições por quase um ano e o impediu de participar do Mundial de Sabae.
Em 1996, já recuperado, competiu no Europeu de Copenhage, no qual tornou-se bicampeão geral. Qualificado a disputar os Jogos de Atlanta, Ivan, novamente fora impedido por seu tendão, rompido. Esta lesão necessitou de um grande período de reabilitação, uma cirurgia reconstrutiva, enxertos musculares e meses de terapia física. Mais uma vez recuperado, disputou o Mundial de Lausanne, no qual venceu seu segundo all around. No ano posterior, em Nova Iorque, conquistou o ouro do geral individual no Goodwill Games.
Entre os anos de 1997 e 2000, o atleta arquivou novas conquistas em europeus e mundiais. Em uma edição do campeonato continental, conquistou três medalhas de prata - barra fixa, barras paralelas e individual geral. Já em duas edições mundiais - Lausanne e Taijin - arquivou quatro medalhas, com destaque para o ouro no geral individual, em 1997.
Em 2001, liderou a equipe bielorrussa na vitória coletiva no Mundial de Ghent, na Bélgica. Individualmente, foi o segundo colocado no all around. Dois anos mais tarde, competindo em nova edição mundial, em Annheim, nos Estados Unidos, não subiu ao pódio, mas qualificou-se para os Jogos Olímpicos de Atenas, no qual não conquistou medalha, apesar de ter disputados três finais - concurso geral, argolas e barras paralelas. Dois anos mais tarde, somou mais duas conquistas de bronze - equipe e barras paralelas.
Após o Mundial de Aarhus, Ivankov decidiu aposentar-se das competições. Anteriormente, em 2001, casou-se com Suzyanna, uma instrutora de aeróbica e pessoa pública na Bielorrússia. Em 2007, divorciado, o ex-ginasta casou-se novamente. Mais tarde, mudou-se para o estado norte-americano de Oklahoma, onde lecionou, entre 2003 e 2008, no Bart Conner Gymnastics Academy, do ginasta homônimo.. Em 2009, tornou-se técnico assistente na Universidade de Illinois.

## Principais resultados
| Ano  | Evento                                    | AA               | Equipe            | Solo             | Cavalo com alças | Argolas           | Salto sobre o cavalo | Barras paralelas  | Barra fixa       |
| ---- | ----------------------------------------- | ---------------- | ----------------- | ---------------- | ---------------- | ----------------- | -------------------- | ----------------- | ---------------- |
| 1992 | Copa Chinichi                             | Medalha de prata |                   |                  |                  |                   |                      |                   |                  |
| 1993 | Copa Chinichi                             | Medalha de prata |                   |                  |                  |                   |                      |                   |                  |
| 1993 | Campeonato Mundial de Ginástica Artística |                  |                   |                  |                  | Medalha de bronze |                      |                   |                  |
| 1994 | Campeonato Mundial de Ginástica Artística | Medalha de ouro  |                   |                  |                  |                   |                      |                   |                  |
| 1994 | Campeonato Europeu                        | Medalha de ouro  | Medalha de ouro   | Medalha de prata |                  |                   |                      |                   |                  |
| 1996 | Campeonato Europeu                        | Medalha de ouro  | Medalha de prata  |                  |                  |                   |                      |                   |                  |
| 1997 | Campeonato Mundial de Ginástica Artística | Medalha de ouro  |                   |                  |                  | Medalha de bronze |                      |                   |                  |
| 1998 | Copa do Mundo                             |                  |                   |                  |                  | Medalha de prata  |                      |                   | Medalha de ouro  |
| 1999 | Campeonato Mundial de Ginástica Artística |                  | Medalha de bronze |                  |                  |                   |                      |                   |                  |
| 2000 | Campeonato Europeu                        | Medalha de prata |                   |                  |                  |                   |                      | Medalha de prata  | Medalha de prata |
| 2001 | Campeonato Mundial de Ginástica Artística | Medalha de prata | Medalha de ouro   |                  |                  |                   |                      | Medalha de bronze |                  |
| 2002 | Campeonato Mundial de ginástica Artística |                  |                   |                  |                  |                   |                      |                   | Medalha de prata |
| 2006 | Campeonato Mundial de Ginástica Artística |                  | Medalha de bronze |                  |                  |                   |                      | Medalha de bronze |                  |